# Антонио Рюдигер
Антонио Рюдигер (на немски: Antonio Rüdiger; роден на 3 март 1993 в Берлин) е германски футболист, играе като централен защитник и се състезава за Реал Мадрид и националния отбор на Германия.

## Клубна кариера

### Щутгарт
На 23 юли 2011 година Рюдигер прави своя дебют за втория отбор на Щутгарт в Трета лига срещу Арминия Билефелд.
На 29 януари 2012 година изиграва първия си мач за мъжкия отбор на Щутгарт срещу отбора на Борусия Мьонхенгладбах в мач от Първа Бундеслига. Дебютът си в турнира Лига Европа прави на 4 октомври 2012 година срещу норвежкия Молде.
На 19 април 2013 година подписва нов договор с клуба до 2017 година. Първият си гол за Щутгарт отбелязва на 1 септември 2013 година при домакинската победа с 6 – 2 над Хофенхайм.

### Рома
На 19 август 2015 година Рюдигер преминава под наем на стойност 4 милиона евро в клуба от Серия А Рома. Двата клуба се разбират за допълнителни 9 милиона евро накрая на сезона, за да може Рюдигер да заиграе за постоянно в Рома.

## Национален отбор
Рюдигер преминава през почти всички юношески национални отбори на Германия, част от отбора на Германия до 21 години.
Дебюта си за мъжкия национален отбор на Германия прави на 13 май 2014 година при равенството 0 – 0 с Полша.